# Hobakjuk
El hobakjuk es una variedad de  juk (죽), o gachas coreanas, hecha con calabaza y harina de arroz glutinoso o arroz remojado en agua.